# ベンゾピレン

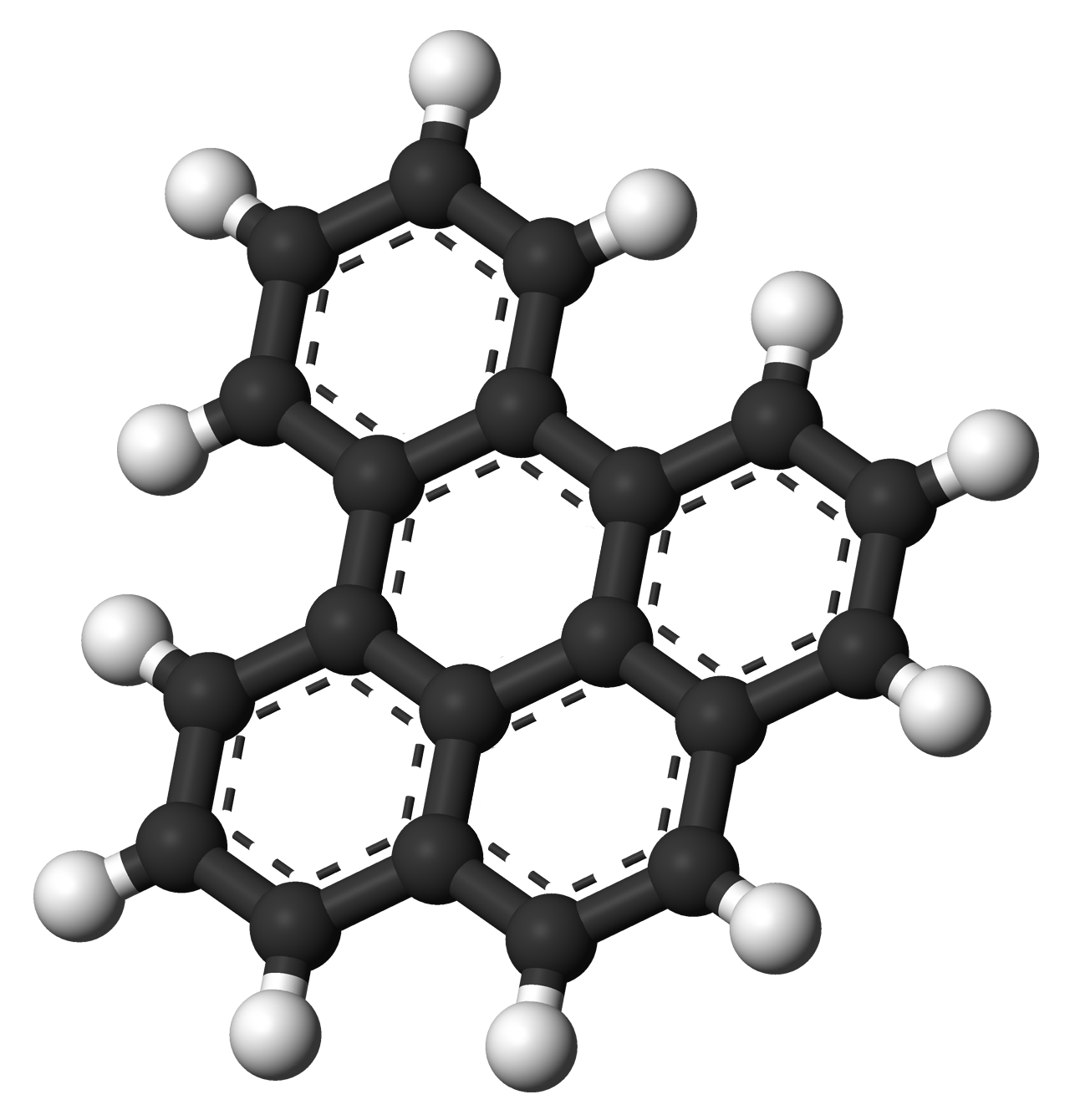
ベンゾ[e]ピレン

ベンゾ[a]ピレン（英: Benzo[a]pyrene）は、5つのベンゼン環が結合した多環芳香族炭化水素（PAHs）で、化学式C20H12で表される。常温では淡黄色の板状または針状晶で、発癌性、変異原性、催奇形性が報告されており、国際がん研究機関（IARC）ではIARC発がん性リスク一覧でグループ1（ヒトに対する発癌性が認められる）に分類している。
ベンゾピレン、3,4-ベンゾピレン、ベンツピレンなどの慣用名で呼ばれ、B[a]Pと略して表示される。なお異性体であるベンゾ[e]ピレンについても本頁で記述する。

## 概要
ベンゾ[a]ピレンは主に有機物質の不完全燃焼の過程で生成される様々な多環芳香族炭化水素のひとつである。浮遊粒子状物質として大気中に放出され、長期に亘り浮遊し広範囲に拡散する。水や土壌に堆積後も数年に亘り分解されない。ベンゾ[a]ピレンは酸化環境中で徐々に分解されるが、水圏での半減期は875日、土壌中で半減期は290日と長期に亘り存在し続ける。酸素の無い嫌気的環境ではほぼ分解されず、加水分解もしない。また生物濃縮性があり、海水産物への蓄積が観測されている。
急性毒性は高くは無いが、発癌性、変異原性、催奇形性が報告されており、吸引、経口、経皮により人体に影響を与える。

### ベンゾ[e]ピレン
ベンゾ[e]ピレン（英: Benzo[e]pyrene）はベンゾ[a]ピレンと同じく5つのベンゼン環からなり化学式もC20H12で表されるが、ベンゼン環の配置が異なる。IARC発がん性リスク一覧でグループ3（ヒトに対する発癌性が分類できない）に登録されている。

## 発生源
本物質は意図的に作られるものではなく、主に有機物質の燃焼の過程で、炭化水素化合物が不完全燃焼し生成される。発生源は多岐に亘り、化石燃料や木材の燃焼、食料（動植物）の調理、その他の動植物の燃焼の過程で発生する。燃料を燃やす鉱工業や石油精製、自動車などの輸送機器、山火事やゴミ焼却や焚き火などが主な発生源で、そのほか調理時の煙や焦げ、タバコの煙など、火のある所全般が発生源となる。特に能動的に煙を吸う喫煙や煙を利用する燻製が憂慮されている。

### 2012年の米国の報告
2002年の五大湖周辺の9州での調査値では金属精錬（32.9%）、石油精製（11.2%）、家庭での薪の使用（28.3%）、屋外での焚き火（13.3%）、自動車（5.6%）などが主な発生源と報告された。
2008年の全米での調査（速報値）では家庭における薪の使用により6万ポンド（約27トン）廃棄物処理で3万ポンド（約14トン）、石油精製で9000ポンド（約4トン）のベンゾ[a]ピレンが放出されたと見積もられている。

### 日本の汚染状況
環境省が1974年から2004年の環境調査結果をまとめた「化学物質環境実態調査－化学物質と環境(平成17年度版)」報告では、（単位は、ng:ナノグラム nano = 10−9、µg:マイクログラム micro = 10−6）
- ベンゾ[a]ピレンは、水質調査(2002年度)では38か所中7か所(0.63～2.1ng/L)、底質からは62か所中57か所(0.34～1200ng/g- dry)で検出された。水生生物(魚類)は10か所のいずれでも検出されなかった。1989年の大気試料39検体中31検体(0.31～6.37ng/m3)から検出された[6]。
- ベンゾ[e]ピレンは底質(2002年度)からは13か所中すべてで(4.1～350ng/g-dry)検出された。同じ調査場所(13か所)の水質調査および水生生物(魚類)からはいずれも検出されなかった。1989年の大気試料39検体中29検体(0.30～5.43ng/m3)、1999年の大気試料32検体中30検体(0.074～3.7ng/m3)から検出された[6]。

環境省が2007年にまとめたベンゾ[a]ピレンの環境リスクに関する報告書によると、環境管理局大気環境課、水環境部、水質保全局、環境保健部と日本食品分析センターが1999年から2006年にかけて実施した環境中のベンゾ[a]ピレン濃度の調査では一般環境大気、食物、公共用水域（淡水）でベンゾ[a]ピレンが検出された。（室内空気、飲料水と土壌に関しては調査されなかった。）　
- 一般環境大気中では、最小0.01ng/m3、最大3ng/m3、平均0.3ng/m3で検出率は928/937であった。（2001 - 2004年）
- 食物では、最小0.0045µg/kg、最大0.035µg/kg、平均0.012µg/kgで全サンプル（50/50）から検出された。（2005年）
- 地下水では、2000年から2003年の間に100箇所で検査されたが検出下限値（10 - 15ng/L）[7]以下であった。
- 公共用水域・淡水では10/560の検出率で、最大70ng/Lが検出された。
- 公共用水域・海水では107の地域の内3地域で検出されたがこの際の検出下限値が0.29ng/Lと高感度となっており、検出値は1.9ng/Lであったがこれは他年度の調査での検出下限値（10 - 15ng/L）以下である。

これらの調査結果から、体重50kgの人の1日の呼吸量15m3、飲水量2リットル、食事量2kgとして人の1日の総ばく露量（吸入ばく露換算）を算出した結果、平均ばく露量が0.00053+0.0006µg/kg（体重）/日、最大ばく露量が0.0023+0.0006μg/kg（体重）/日（体重50kgの人で最大0.145µg/日）と無視出来ない値であり、経口および吸入によるばく露で非発がん影響及び発がん性の観点から詳細な評価を行う必要があると報告した。
日本人のばく露量の推定に関しては、大気や水からのばく露より食品からのものが大きいと想定されているが、食品中のベンゾ[a]ピレンの含有量のデータが十分で無いため、調査が必要であると報告されている。汚染源はかつお節およびその加工品、直火で料理される焼き肉、焼き鳥、焼き魚などと推察されている。

### 食品における規制値
WHOの報告書では、ウィスキー、コーヒー、茶やオリーブオイルやココナッツオイル他の食用オイルなど様々な食品でベンゾ[a]ピレンが検出されている。
2012年の時点で日本では規制値は設定されていないが、欧州、カナダ、中国、韓国などでは食品中のベンゾ[a]ピレンの許容最大基準値が設定されている。
2012年の韓国製の即席麺の粉末スープに使用された鰹節に韓国の食品公典で定めるベンゾピレン基準10µg/kgを超える量が検出された件では、韓国政府が自主回収を実施し、日本政府もそれに伴い該当輸入品の積戻しを各検疫所へ指示した。
欧州においてはベンゾ[a]ピレン（B[a]P）のみの管理では不十分であるとして、2012年9月1日よりベンゾ[a]アントラセン、ベンゾ[b]フルオランテン、クリセンを加えた多環芳香族炭化水素（PAH）4種類の規制に変更された。
| 食品                          | B[a]P    | 4種のPAHの合計 (B[a]Pを含む) | 注                               |
| ----------------------------- | -------- | ---------------------------- | -------------------------------- |
| 食用油                        | 2.0µg/kg | 10.0µg/kg                    | ココナッツ油、カカオバターを除く |
| ココナッツ油                  | 2.0µg/kg | 20.0 µg/kg                   |                                  |
| カカオ豆および加工品          | 5.0µg/kg | 35.0µg/kg                    | 脂肪あたり、 2013年4月1日より    |
| 肉・魚介類の燻製 および加工品 | 5.0µg/kg | 30.0µg/kg                    |                                  |
| 肉・魚介類の燻製 および加工品 | 2.0µg/kg | 12.0µg/kg                    | 2014年9月1日より                 |
| 乳幼児向けの食品              | 1.0µg/kg | 1.0µg/kg                     |                                  |

EUでは、かつお節にベンゾピレンが含まれるため、原則的に輸入できない。

## 人体への影響
18世紀に煙突掃除人の間で扁平上皮癌が発生し、19世紀には燃料工業への就業者で多くの皮膚がんが報告されていた。1933年にこれらの癌の原因がベンゾ[a]ピレンであると特定された。

### 疫学調査
インドのゴム製造工場の混合工程148 人、加硫工程441 人、梱包・積込工程78 人の調査では浮遊粒子状物質（SPM）へのばく露と肺機能の低下の関連が示唆されており、梱包・積込工程では呼吸障害や腹部痛、加硫工程では加えて血性吐物、咳、血性痰、混合工程ではさらに加えて胸部刺激、咽喉刺激が報告された。また胸部X線検査の異常も梱包・積込工程で4％、混合工程で9％、加硫工程で16％の従業員で見られた。
ポーランドの製鉄所労働者の調査では、ベンゾ[a]ピレンを含む多環芳香族炭化水素への高濃度のばく露があるコークス炉労働者では血清免疫グロブリンの値が有意に低かった。
アメリカ、カナダの10 製鉄所のコークス炉で1951 - 55年の間に30日以上雇用された労働者を調べた結果、呼吸器系の癌とばく露期間の関連が示唆された。なおこれらの製鉄所では追跡調査が行なわれ発ガン率が低下しており1970年代からの環境対策の効果が現れてきたものと思われる。
カナダの大規模アルミニウム製造工場で1950 - 79年の間に一年以上従事した労働者の肺がんによる死亡率はベンゾ[a]ピレンやコールタールピッチ揮発物へのばく露量と明らかな関連が見られた。
1958年から2001年の間に公表された多環芳香族炭化水素の職業ばく露と肺がんに関する34報の疫学論文では100µg/m3･年の本物質ばく露によるユニット相対リスク（URR）の推定平均値は1.20で研究デザインや喫煙調整等の違いによる影響はほとんどなかったが、中にはアスファルト加工で17.5、煙突掃除で16.2など異常に高い数値の報告もあった。

### 発がん機構
ベンゾピレンジオールエポキシドは3つの酵素反応を経て発癌性を誘発させる物質となる。ベンゾ[a]ピレンはまずシトクロムP4501A1により(+)-ベンゾ[a]ピレン-7,8-オキシド及び他の生成物となる。これがエポキシド加水分解酵素による代謝により(-)-ベンゾ[a]ピレン-7,8-ジヒドロジオールとなる。これがシトクロムP4501A1と反応しベンゾピレンジオールエポキシド（(+)-7R,8S-ジヒドロキシ-9S,10R-エポキシ-7,8,9,10-テトラヒドロベンゾ[a]ピレン）を生成させるが、これが発癌性物質となる。
エポキシ酸素の電子を偏った状態で保持しているエポキシドの2つの炭素は求電子的である。このためこの分子がDNAにインターカレートし、求核性のグアニン塩基のN2位と共有結合を形成する。X線結晶構造解析により、結合形成がDNAを変形させていることが示されている。これが通常のDNA複製過程においてエラーを引き起こし、がんの原因となる。この機構はグアニンのN7位に結合するアフラトキシンのものと似ている。

### 研究

構造式　ベンゾピレンジオールエポキシド

動物実験では強い発癌性を持ち、体内で酸化されると近くのDNAを傷つけ、DNAを破壊された細胞はガン細胞へと変化するが、ヒトでは明らかではない。IARCの発がん性評価では、グループ1の「人に対して発がん性がある The agent(mixture) is carcinogenic to humans. 」に分類されている。1930年にコールタールから主要発癌性物質として単離され、1977年に発がん機構が解明された。
ベンゾ[a]ピレンと悪性腫瘍の関係について、長年様々なことが研究されてきた。がんの発生がベンゾ[a]ピレンに由来するものだと証明するのは非常に難しい。カンザス州立大学の研究者がラットにおけるビタミンAと肺気腫との関連性をみた。ビタミンAの欠乏食を与えたラットは肺気腫にかかり、ベンゾ[a]ピレンがビタミンAを欠乏させることが、ラットを用いた実験で判明した。この事からベンゾ[a]ピレンと肺気腫との関連性がある。と言う論文が提出された。
1996年10月18日、ベンゾ[a]ピレンを含んでいる、タバコ及びマリファナの煙を吸うことが肺癌の原因となる可能性がある、という主旨の論文が公開された。喫煙によりベンゾ[a]ピレンは肺の細胞に対して遺伝子に対する損傷を与える。そして悪性の肺腫瘍にかかっている肺の細胞内のDNAに対しても同様の損傷が観察できる。論文において大麻の方がタバコよりもベンゾ[a]ピレンを含む可能性がある、と指摘している。
2001年、アメリカ国立癌研究所は十分に焼いたバーベキュー、特にステーキ、鶏肉の皮、そしてハンバーガー等の食べ物にも一定量のベンゾ[a]ピレンが含まれているという報告を出した。日本の研究者は、焼いた牛肉に変異原が含まれており、DNAの化学構造を変化させる可能性があるとの報告を出した。